# Herbert Mertha
Herbert Mertha (* 18. Oktober 1929 in Buchelsdorf) ist ein deutscher Schlosser und früherer Volkskammerabgeordneter für den Freien Deutschen Gewerkschaftsbund (FDGB).

## Leben
Mertha war der Sohn eines Schlossers. Er nahm nach dem Besuch der Volksschule eine Lehre zum Schlosser auf. Seit 1946 arbeitete er im Braunkohlenwerk Sedlitz, zunächst als Gleisarbeiter, dann als Baggerführer und später als Schichtleiter.

## Politik
Nach dem Zweiten Weltkrieg wurde Mertha 1946 Mitglied des in der Sowjetischen Besatzungszone gegründeten FDGB und trat 1952 in die SED ein. 1953 wurde er Mitglied der Zentralen Parteileitung und der Betriebsgewerkschaftsleitung des Braunkohlenwerks Sedlitz. 1954 erfolgte seine Wahl in den Zentralvorstand der IG Bergbau. In der Wahlperiode von 1954 bis 1958 war er Mitglied der FDGB-Fraktion der Volkskammer der DDR.

## Auszeichnungen
- 1953 Aktivist der sozialistischen Arbeit
- 1954 Medaille für ausgezeichnete Leistungen